# Pseudolella granulifera
Pseudolella granulifera är en rundmaskart som beskrevs av Cabb 1920. Pseudolella granulifera ingår i släktet Pseudolella och familjen Axonolaimidae. Inga underarter finns listade i Catalogue of Life.